# Journey into Medicine
Journey into Medicine è un documentario del 1947 diretto da Willard Van Dyke candidato al premio Oscar al miglior documentario.